# Molophilus longistylus
Molophilus longistylus là một loài ruồi trong họ Limoniidae. Chúng phân bố ở miền Cổ bắc.